# 方正县烈士陵园
方正县烈士陵园是中华人民共和国黑龙江省哈尔滨市方正县的县级烈士陵园。该烈士陵园位于方正县城东1公里，老哈同公路南侧德善二砖厂东100米处。1993年8月20日，该烈士陵园经方正县人民政府公布为方正县文物保护单位。
该烈士陵园安葬有在抗日战争、第二次国共内战、朝鲜战争及中华人民共和国社会主义建设时期牺牲的革命烈士。

## 历史
该烈士陵园始建于1949年4月5日（清明节），其原址位于方正县县城东方正县第一中学校园南侧，占地面积共629平方米，葬有26名革命烈士。1975年5月，方正县人民政府将该烈士陵园迁至方正县县城东哈同公路南侧，占地面积达到10100平方米。至1985年，共投资14万元人民币改建和装修该陵园。1993年8月20日，该烈士陵园经方正县人民政府公布为方正县文物保护单位。

## 建筑
该烈士陵园四周围有全长418延长米的铁栅栏。烈士陵园内栽有1400多株松、柳、白杨等树。烈士陵园正门内树有黑白花岗岩纪念碑1座，碑身白色，其正面刻有原黑龙江省省长陈雷题写的“革命烈士纪念碑"七个大字，落款为“陈雷”，字上端为五角星。碑身其他三面无字。碑底座四面均为黑框白心，底座正面为围以金穗的两支交叉的步枪，底座左面是“丰功伟绩”四个黑字，底座右面是“永世长存”四个黑字，底座背面是方正县人民政府撰写的碑文。碑文曰：
在抗日战争、解放战争、社会主义建设时期，为了祖国独立、民族解放、人民幸福、国家富强，先烈们在方正地区前赴后继、英勇斗争、披肝沥胆、同仇敌忾、抛头洒血、慷慨赴难，其崇高精神争辉与日月，丰功伟绩不朽共山川，荡荡浩气，千秋不泯，巍巍懿德，万古昭传。方正人民为继承先烈遗志，？？？？？？，砥砺革命精神，奋发建设大好河山，特立碑志念亿万岁
革命烈士永垂不朽
方正县人民政府
一九八七年八月一日
碑后是按行列排列的烈士墓，四座为一纵列，共7列。中间一列四座墓后面还有一座独立的烈士墓，墓碑较大，为刘兴亚烈士之墓（刘兴亚生前为中共方正县委书记，后被满洲国政府逮捕判刑，1945年5月27日病逝于狱中）。烈士陵园东北和西北部各建有一座中国古典式凉亭。